# Азатлъ
Азатлъ (на турски: Azatlı) е село в околия Хавса, вилает Одрин, Турция. То е определяно като най-многолюдното помашко (българско) село в Турция. Населението на селото е около 1700 души.

## География
Селото е разположено на 25 км от Одрин.

## История
В XIX век Азатлъ е българско село в Одринската кааза на Одринския вилает на Османската империя. Според „Етнография на вилаетите Адрианопол, Монастир и Салоника“, издадена в Константинопол в 1878 година и отразяваща статистиката на населението от 1873 година, Азатлъ (Asatli) има 50 домакинства и 238 българи.
Според статистиката на професор Любомир Милетич в 1912 година в селото живеят 80 български семейства или 400 души.
Българското население на Азатлъ се изселва след Междусъюзническата война в 1913 година.
След 1923 година в селото се преселват помаци от село Мъждел, днешна Гърция.

## Население
- 1997 – 1228
- 2000 – 1337
- 2007 – 990